# 宝満川
宝満川（ほうまんがわ）は、筑後川水系の支流で福岡県および佐賀県を流れる河川。

## 地理
福岡県飯塚市にある三郡山の直下に源を発する。途中、いくつかの支流を合わせ、福岡県久留米市小森野と佐賀県鳥栖市下野町の境界から筑後川へ合流する。
- 筑後川に合流する河口の座標（北緯33度19分54.2秒 東経130度30分21.1秒 / 北緯33.331722度 東経130.505861度）。

## 主な支流
- 山口川
- 山家川
- 曽根田川
- 宝珠川
- 草場川
- 高原川
- 鎗巻川
- 築地川
- 秋光川
- 思案橋川
- 大木川
- 安良川

## 流域の自治体
福岡県
筑紫野市、朝倉郡筑前町、小郡市、久留米市
佐賀県
佐賀県鳥栖市、基山町